# 松廼家
松迺家（まつのや）は、1917年（大正6年）創業の兵庫県神戸市に本拠地をおく料亭である。阪神・淡路大震災前には神戸の花街であった花隈町に位置していた名門料亭である。

## 創業
創業は大正6年4月5日。初代鵜殿しづが24歳で神戸の花隈に「松乃家」の屋号で敷地面積約80坪の料亭として開業。しかし、その後戦争の影響により、歌舞音曲禁止で料亭として営業を続けることが難しく山下汽船の寮として場所を提供し事業を続けた。1945年昭和20年3月神戸大空襲により全焼。二代目礼栄が1949年昭和24年11月10日竹中工務店の建設により約600坪の敷地面積に数寄屋造りの料亭を再建。

## 特徴
当時の神戸花隈は多くの料亭が連ねていた日本でも有名な花街であり芸者も最盛期には400人が桶屋に在籍していたと言われる。特にマリリン・モンローも訪れたという松廼家の東隣に位置する「富貴楼」など有名料亭があった。その中で松廼家は礼栄の才覚により田中角栄や竹下登などの歴代総理大臣、白洲次郎を代表とする政財界、川端康成・司馬遼太郎など著名な作家、画家などを顧客に持つ一見さんお断りの名門料亭となった。また、石原裕次郎が失踪事件を起こした時には2週間ほど松廼家に滞在していたというエピソードを持つ。

## 組織形態
初代しづが松廼家を創業した後は、2代目鵜殿礼栄が神戸「松迺家」の土台を築いた。その後、北海道札幌市や東京赤坂・紀尾井町の出店は3代目長女の鵜殿洋子と長男である征二郎に任せ事業を拡大させていった。
礼栄は当時に珍しく大学出の女将であり、小唄・三味線・茶道・華道・日本舞踊をはじめ、小磯良平について絵画を習ったり非常に勉強家で多趣味であった。長女の洋子は女将業の他にラジオ日本「ウドノヨウコのざっくバラエティ」のパーソナリティを務め、また作家としての顔を持つ。
総料理長である長男の征二郎は、立教大学を中退後、大阪高麗橋「吉兆本店」で修行。のちに、在ニューヨーク日本総領事館公邸に総料理長として就任。帰国後、料亭「松迺家」の総料理長に就任。
現在は征二郎の一人娘である麻里絵が4代目を継承。二代目の礼栄に育てられた麻里絵は礼栄と同じく茶道・華道・日本舞踊など幼少期から日本文化にふれて育った。阪神淡路大震災を経験したのちに24歳で懐石料理店「松迺家」に女将兼代表取締役社長として就任。麻里絵は特に「食」に関する見識者として日本経済新聞や地元紙等に連載を持つ。また、兵庫県観光大使を務めるなど多方面の活躍により地元魅力発信に努めている。2020年のコロナ禍により再度神戸で料亭に挑戦したいという思いを持ち続けていたところ、JR西日本が所有する神戸市の歴史的建造物に認定されている「JR西日本ゲストハウス」の活用として意見が合致し、代々紡いできた料亭文化継承の役割を果たす料亭を目指し駅ビルから移転を決意。今の時代にも古き良き時代の料亭を感じられるとして人気を集めている。
全国的にも直系女系で料亭の女将を継いでいるのは珍しいと言われている。

## 沿革
- 1962年昭和37年、高級BAR「くらぶ花くま」
- 1966年昭和41年、割烹「小紋」
  - 東京赤坂東急ホテル（現 赤坂エクセルホテル東急）3Fにステーキハウス「花くま」
- 1970年昭和45年、ディスコ「45」
- 1973年昭和48年、札幌に「花くま」
- 1983年昭和58年、「赤坂松迺家」、シティクラブ「ハーバーライト」同時2店オープン
- 1989年、紀尾井町ビルに「松迺家」
- ？年、弁当工場「東京オリジナルプランニング」を設立
- 1996年平成8年、神戸交通センタービル9Fに「松迺家」
- 2020年令和2年12月、神戸北野　料亭「松廼家」移転